# غابرييل مانديل
غابرييل مانديل (بالإيطالية: Gabriele Mandel)‏ هو عالم آثار وفنان وعالم نفس وكاتب إيطالي، ولد في 1924 في بولونيا في إيطاليا، وتوفي في 1 يوليو 2010 في ميلانو في إيطاليا بسبب سرطان الرئة.